# Кинескоп (телепередача)
«Кинескоп» — авторская телепрограмма Петра Шепотинника, посвящённая российскому и мировому кино. Имеет постоянную аккредитацию на многих международных киносмотрах, включая Каннский, Венецианский и Берлинский кинофестивали. С 2000 года производится по заказу ВГТРК.

## История
Проект является первой оригинальной передачей канала «TV-6 Москва». Первые выпуски передачи выходили еженедельно и носили во многом информационный характер. После перехода телеканала ТВ-6 на молодёжно-музыкальную концепцию вещания формат «Кинескопа» стал периодически меняться вместе с временем выхода в эфир: в разное время она показывалась ежедневно с повторами, раз в две недели или и вовсе раз в месяц, из-за последствий экономического кризиса 1998 года передача некоторое время не выходила вообще. Со временем основное место в телепрограмме стали занимать интервью с российскими и зарубежными кинематографистами. Пётр Шепотинник определяет жанр своей программы как видеоэссе. По его словам, «„Кинескоп“ — это и не телевидение, и не кино», и он стремится, «чтобы любая передача воспринималась как предфильм».
Передача высоко ценится российскими специалистами в области кинематографа. Киновед Нина Цыркун называет каждый выпуск «Кинескопа» «настоящим произведением искусства», которое Шепотинник создаёт как «фильм, где каждый монтажный стык, каждая музыкальная фраза осмысленны и значимы». Критик Виктор Матизен, в свою очередь, сравнивает лучшие выпуски передачи с документальным арт-кино и отмечает, что «продолжительные беседы ведущего „Кинескопа“ со многими персонами мира кино могут считаться классикой жанра, настолько они вдумчивы и отличны от тех поверхностных интервью, что ежедневно транслирует ТВ». Телекритик Антонина Крюкова отзывалась о передаче как об «одной из самых оперативных в своём жанре и по-настоящему авторской».
«Визитной карточкой» передачи стала мелодия Генри Манчини к телесериалу «Питер Ганн» в аранжировке группы «Art of Noise». Как лучшая телепрограмма о кино она отмечена премией Гильдии киноведов и кинокритиков России «Золотой Овен» (1996) и призом кинофестиваля «Белые Столбы» (1997), который проводит Государственный фонд кинофильмов Российской Федерации.